# Borșcivka Perșa, Zdolbuniv
Borșcivka Perșa (în ucraineană Борщівка Перша) este un sat în comuna Bușcea din raionul Zdolbuniv, regiunea Rivne, Ucraina.

## Demografie
Componența lingvistică a localității Borșcivka Perșa
     Ucraineană (100%)
Conform recensământului din 2001, toată populația localității Borșcivka Perșa era vorbitoare de ucraineană (100%).